# Пидгурский, Денис Степанович
Дени́с Степа́нович Пидгу́рский (укр. Денис Степанович Підгурський; род. 27 мая 2003, Середкевичи, Львовская область) — украинский футболист, полузащитник львовского «Руха».

## Клубная карьера
Родился 27 мая 2003 года в селе Середкевичи Львовской области. Футболом начал заниматься в 2011 году в «Раве» (филиал львовских «Карпат», выступавшей в юношеском чемпионате Львовской области. Первый тренер — Виталий Пономарёв. Впоследствии выступал в вышеуказанном турнире за «Карпаты», а с 2016 по 2020 год играл за «зелёно-белых» в ДЮФЛУ. На профессиональном уровне дебютировал за «Карпаты», 30 августа 2020 года в проигранном (0:4) выездном поединке первого раунда кубка Украины против дунаевского «Эпицентра». Денис вышел на поле в стартовом составе и отыграл весь матч. Во Второй лиге Украины дебютировал 19 сентября 2020 года в победном (4:1) домашнем поединке 3-го тура группы «А» против «Чернигова». Пдигурский вышел на поле в стартовом составе и отыграл весь матч, а на 16 -й минуте отличился своим первым голом в профессиональном футболе. В сезоне 2020/21 провёл 20 матчей (2 гола) во Второй лиге Украины и 1 поединок в кубке Украины.
В июле 2021 года перебрался во львовский «Рух». В сезоне 2021/22 годов играл за львовскую команду в юношеском чемпионате Украины, сыграл 11 матчей и отличился 1-м голом.
Следующий сезон также начал в юношеской команде львовян, но постепенно начал привлекаться к тренировкам с первой командой. Впервые в заявку на поединки Премьер-лиги Украины попал 24 августа 2022 года на проигранный (1:2) домашний поединок 1-го тура против харьковского «Металлиста». Денис просидел все 90 минут на скамье запасных В футболке львовского клуба дебютировал 28 апреля 2022 в ничейном (1:1) выездном поединке 15-го тура Премьер-лиги Украины против «Александрии». Пидгурский вышел на поле на 27-й минуте вместо Остапа Притулы.

## Карьера в сборной
В начале июня 2022 провел 2 поединка за юношескую сборную Украины (U-19) в квалификации к юношескому чемпионату Европы (U-19).